# 圣让-卢瓦尔河畔圣莫里斯
圣让-卢瓦尔河畔圣莫里斯（法語：Saint-Jean-Saint-Maurice-sur-Loire，法語發音：[sɛ̃ ʒɑ̃ sɛ̃ moʁis syʁ lwaʁ]）是法国卢瓦尔省的一个市镇，位于该省北部，卢瓦尔河左岸，属于罗阿讷区。该市镇于1974年由原市镇圣让勒皮（Saint-Jean-le-Puy）与卢瓦尔河畔圣莫里斯（Saint-Maurice-sur-Loire）合并而成。

## 地理
圣让-卢瓦尔河畔圣莫里斯（45°57'57"N, 4°0'7"E）面积23.57 平方千米，位于法国奥弗涅-罗讷-阿尔卑斯大区卢瓦尔省，该省份为法国中南部省份，北起顺时针与索恩-卢瓦尔省、罗讷省、伊泽尔省、阿尔代什省、上盧瓦爾省、多姆山省和阿列省接壤。
与圣让-卢瓦尔河畔圣莫里斯接壤的市镇（或旧市镇、城区）包括：维勒雷、维勒蒙泰、比利、舍里耶、科梅勒-韦尔奈、科尔代勒、克勒莫、朗蒂尼。

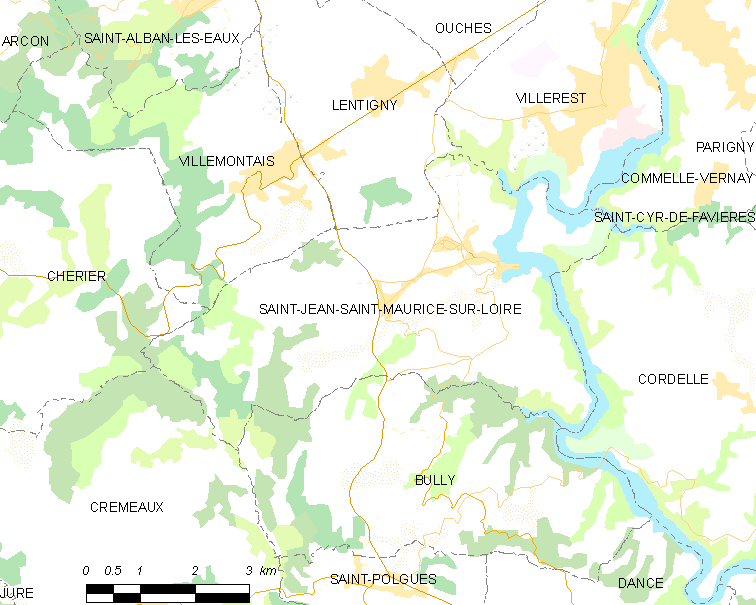
圣让-卢瓦尔河畔圣莫里斯的OSM定位图

圣让-卢瓦尔河畔圣莫里斯的时区为UTC+01:00、UTC+02:00（夏令时）。

## 行政
圣让-卢瓦尔河畔圣莫里斯的邮政编码为42155，INSEE市镇编码为42239。

## 政治
圣让-卢瓦尔河畔圣莫里斯所属的省级选区为勒奈松县。

## 人口

1962-2008年间圣让-卢瓦尔河畔圣莫里斯人口变化图示

圣让-卢瓦尔河畔圣莫里斯于2022年1月1日时的人口数量为1155人。